# Cylloceria aquilonia
Cylloceria aquilonia là một loài tò vò trong họ Ichneumonidae.